# Speels
Speels is een term die in de dierenwereld het gedrag van dieren beschrijft dat niet primair dient om te overleven. Speelsheid is wel een belangrijk leerproces voor het dier om zich beter te kunnen handhaven. Het komt vooral bij jonge dieren voor van groepen met een hoog ontwikkeld zenuwstelsel die een complex gedrag vertonen als het gaat om bijvoorbeeld aanval en verdediging zoals zoogdieren en vogels. Van andere dieren is echter ook speels gedrag beschreven zoals de komodovaraan (Varanus komodoensis). 